# Антигон II Гонат

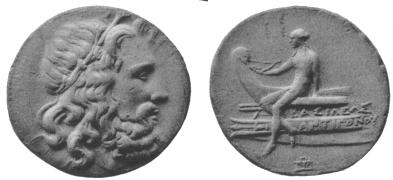
Тетрадрахма Антигона II Гоната

Антигон II Гонат (дав.-гр. Αντίγονος Β' Γονατάς; близько 320 до н. е. — 239 до н. е.) — македонський цар, онук Антигона Одноокого. Завдяки спритній політиці, а також перемозі над кельтами і двократній над Птолемеєм III Евергетом повернув могутність Македонії.

## Характер та життєві погляди
Згідно Клавдію Еліану Антигон був дружелюбивим та мав м'який норов. Він ставився до своєї влади як до почесного рабства.
Антигон II був прихильником вчення античного філософа-стоїка Зенона Кітіонського. Басилевс відвідував лекції філософа будучи у Афінах і запрошував його до свого двору. Але Зенон відмовився, посилаючись на похилий вік, і послав замість себе своїх учнів Персея і Філоніда. Листування Антигона з Зеноном приводить Діоген Лаертський. Після того як Антигон побачив тіло свого загиблого сина, він не змінився в лиці і не заплакав, а тільки похвалив юнака за доблесть та наказав його поховати.